# Circonscription de Casey
La circonscription de Casey est une circonscription électorale australienne dans la banlieue est de Melbourne au Victoria. La circonscription a été créée en 1969 et porte le nom de Richard Casey, qui fut gouverneur général d'Australie de 1965 à 1969. Elle comprend les quartiers de Croydon, Montrose et Olinda. À sa création, ce fut un siège très disputé et, lors de l'élection fédérale de 1972, il fut considéré comme le "siège bascule", que le Parti travailliste australien devait gagner pour être au gouvernement. Perdu par le parti travailliste en 1975, il fut repris en 1983, mais il est passé au Parti libéral depuis 1984, lorsque le nombre de sièges au parlement a été augmenté avec modification des limites de la circonscription. Les changements démographiques ont également contribué à faire de Casey un siège assez sûr pour le Parti libéral. Le membre le plus éminent en a été Robert Halverson, qui fut président de la Chambre des Représentants de 1996 à 1998.

## Représentants
| Nom                     | Parti        | Période de mandat |
| ----------------------- | ------------ | ----------------- |
| Peter Howson            | Libéral      | 1969–1972         |
| Race Mathews            | Travailliste | 1972–1975         |
| Peter Falconer          | Libéral      | 1975–1983         |
| Peter Steedman          | Travailliste | 1983–1984         |
| Bob Halverson           | Libéral      | 1984–1998         |
| Michael Wooldridge (en) | Libéral      | 1998–2001         |
| Tony Smith              | Libéral      | 2001–2022         |
| Aaron Violi             | Libéral      | depuis 2022       |